# Daiki Kawato
Daiki Kawato (født 5. april 1994) er en japansk fodboldspiller, som spiller for den japanske fodboldklub SC Sagamihara.